# Akce Asanace
Akce Asanace byl krycí název pro operaci StB z přelomu 70. a 80 let 20. století, pomocí které chtěl komunistický režim v Československu donutit nepohodlné lidi, zejména signatáře Charty 77, k odchodu z Československa. Při akci byly použity různé formy psychického i fyzického nátlaku a vydírání. V rámci akce Asanace byli k emigraci nuceni např. Milan Hlavsa, Jaroslav Hutka, Svatopluk Karásek, Václav Malý, Karol Sidon, Karel Trinkewitz, Petr Cibulka, Pavel Landovský, Radko Pavlovec nebo František Maxera.

## Vznik a průběh akce
21. prosince 1977 vydal tehdejší ministr vnitra Jaromír Obzina rozkaz „Docílit úplného rozložení a izolace hlavních organizátorů akce Charta 77 od ostatních signatářů, u vytipovaných organizátorů této akce dosáhnout vystěhování z ČSSR.“ StB se zaměřovala zejména na mladší a méně známé disidenty, protože ti nebyli tolik na očích a jejich perzekuce nevyvolávala takové protesty. Obvyklé metody nátlaku bylo fyzické násilí a vydírání. Těm, kdo se nakonec rozhodli emigrovat, StB zajistila bezproblémové vyřízení všech potřebných formalit. Nejintenzivnější nátlak vyvíjela StB v letech 1980–1981, kdy se obávala spojení Charty 77 s polskou Solidaritou.
Tímto způsobem bylo donuceno k emigraci 280 signatářů Charty 77, tj. asi 15 % z celkového počtu. Mezi nimi byli například Vratislav Brabenec, Jaroslav Hutka či Svatopluk Karásek.
Oběťmi akce byli i někteří disidenti, kteří nebyli signatáři Charty 77, např. Radko Pavlovec, vyznamenaný účastník protifašistického odboje, 1952–1960 vězněn v Jáchymovských lágrech a v roce 1968 okresní tajemník Klubu bývalých politických vězňů K 231. Akce Asanace skončila v roce 1984. Na ni navázala podobná operace, nazývaná Akce Klín.

## Soudy s viníky
Po roce 2001 začali být někteří příslušníci StB trestně stíhání za činy, kterých se dopustili v souvislosti s akcí Asanace. Ministr vnitra Jaromír Obzina, který dal k celé akci rozkaz, nebyl odsouzen, protože v lednu 2003 zemřel. Další viníci dostali převážně podmíněné tresty.
Mezi příslušníky StB, obviněnými v souvislosti s akcí Asanace z trestného činu zneužívání pravomoci veřejného činitele, jsou např. níže uvedení; tresty jsou z rozsudků, které nabyly právní moci:
| Jméno                | Funkce | Datum             | Trest                                      | Důvod                                                     |
| -------------------- | --- | ----------------- | ------------------------------------------ | --------------------------------------------------------- |
| Jaromír Obzina       | ministr vnitra                                                                                                 |                   | stíhání zastaveno                          | obžalovaný zemřel                                         |
| Josef Kafka          | vyšetřovatel StB                                                                                               | 1999              | 10 měsíců odnětí svobody podmíněně, pokuta | za týrání Vlastimila Třešňáka při vyšetřování v roce 1981 |
| Petr Žák             | bývalý šéf odboru boje s vnitřním nepřítelem na krajské správě v Hradci Králové                                | prosinec 2003     | 3 roky podmíněně                           | za týrání manželů Čeřovských                              |
| Jiří Šimák           | vyšetřovatel StB                                                                                               | leden 2006        | 4 roky                                     | za zbití Ziny Freundové a Zbyňka Benýška                  |
| Zbyněk Dudek         | | duben 2006        | 4 roky                                     |                                                           |
| Michael Ulbrich      | | únor 2007         | 3 roky podmíněně                           |                                                           |
| Zdeněk Wiederlechner | náčelník správy SNB pro boj s vnitřním nepřítelem (1982–1988)                                                  | 15. března 2002   | 3 roky podmíněně                           | [ 7 ]                                                     |
| Vladimír Stárek      | náčelník správy SNB pro boj s vnitřním nepřítelem (1974–1982)                                                  | 21. října 2002    | 3 roky podmíněně                           | [ 7 ]                                                     |
| Zdeněk Němec         | Náčelník správy StB Praha (1977–1981)                                                                          | 1. října 2002     | 3 roky podmíněně                           | [ 7 ]                                                     |
| Oldřich Mézl         | zástupce náčelníka správy SNB pro boj s vnitřním nepřítelem (1979–1981), náčelník správy StB Praha (1981–1987) | 13. června 2003   | 3 roky podmíněně                           | [ 7 ]                                                     |
| Jan Puklický         | zástupce náčelníka krajské správy SNB v Brně                                                                   | 15. prosince 2003 | 3 roky podmíněně                           | [ 7 ]                                                     |
| Zdeněk Hanák         | náčelník 2. odboru StB v Ústí nad Labem                                                                        | 5. prosince 2003  | 3 roky podmíněně                           | [ 7 ]                                                     |
| Miroslav Marek       | |                   |                                            | [ 10 ]                                                    |
| Miloš Bata           | vyšetřovatel StB                                                                                               |                   | vinen, nepotrestán (promlčení)             | za bití Petra Pospíchala                                  |
| František Vlach      | vyšetřovatel StB                                                                                               |                   | 3 roky podmíněně                           | Za pronásledování manželů Tominových                      |
| Jan Dolanský         | vyšetřovatel StB                                                                                               |                   | 6 měsíců podmíněně                         | za týrání Václava Malého                                  |

V září 2021 soud uznal další 4 bývalé pracovníky StB (Karla Hájka, Rudolfa Peltana, Zbyňka Dudka a Jiřího Šimáka) vinnými z toho, že šikanovali signatáře Charty 77 Janu Převratskou a Jiřího Chmela, člena hudební skupiny The Plastic People of the Universe Vratislava Brabence a zpěváka skupiny Extempore Jaroslava Neduhu a že je nutili k emigraci. Verdikt však zatím není pravomocný.

## Užívání v přeneseném smyslu
Původní termín „akce Asanace“ bývá také používán v přeneseném smyslu. Příkladem je občanská aktivita Asanace2, reagující na problematiku příležitostného postihu tzv. growshopů.